# (10111) Fresnel
(10111) Fresnel est un astéroïde de la ceinture principale.

## Description
(10111) Fresnel est un astéroïde de la ceinture principale. Il fut découvert par Eric Walter Elst le 25 juillet 1992 à Caussols. Il présente une orbite caractérisée par un demi-grand axe de 2,55 UA, une excentricité de 0,013 et une inclinaison de 14,84° par rapport à l'écliptique.
Il fut nommé en hommage à Augustin Fresnel (1788-1827), physicien français.

## Compléments